# VSV-EBOV
VSV-EBOV ist ein rekombinanter Impfstoff gegen das Zaire-Ebolavirus.

## Eigenschaften
VSV-EBOV ist eine Mischung verschiedener Varianten eines viralen Vektors, der auf dem Vesikuläres-Stomatitis-Virus (VSV) basiert. Diese Vektoren sind replikationskompetent (Lebendimpfstoff). Zur Erzeugung des Impfstoffs wurde in dessen Genom ein Gen aus dem Ebolavirus eingefügt, welches das virale Glykoprotein (GP) des Ebolavirus codiert. Das Virus kann daher nicht selbst Ebola hervorrufen.
Die Verabreichung erfolgt durch intramuskuläre Injektion. In Tierversuchen konnte eine Wirksamkeit einer Impfung nach erfolgter Infektion festgestellt werden. Der Impfschutz dauerte in Javaneraffen mindestens vierzehn Monate nach der Impfung. VSV-EBOV wurde vom Canadian National Microbiology Laboratory entwickelt. Der Impfstoff wurde ab Oktober 2014 in einer klinischen Studie untersucht.
Die Variante rVSV-ZEBOV (synonym rVSVΔG-ZEBOV-GP, VSVΔG-ZEBOV oder BPSC1001) besitzt das Gen des Glykoproteins des Zaire-Ebolavirus (ZEBOV). Die Variante rVSV-MARV (synonym rVSV-MARV-GP) codiert dagegen unter anderem das Gen des Glykoproteins des Marburg-Virus (MARV). Die Varianten können zu einem multivalenten Impfstoff kombiniert werden.

## Zulassung
Im November 2019 wurde der Impfstoff für Personen über 18 Jahren unter dem Namen Ervebo durch die Europäische Kommission unter Vorbehalt zugelassen. Im Dezember 2019 folgte die Zulassung in den USA. Nach Erhalt der erforderlichen zusätzlichen Informationen wurde die Einschränkung „unter besonderen Bedingungen“ in Europa aufgehoben und in eine uneingeschränkte Genehmigung umgewandelt. Außerdem ist Ervebo in einigen Ländern Afrikas zugelassen.

## Einsatz

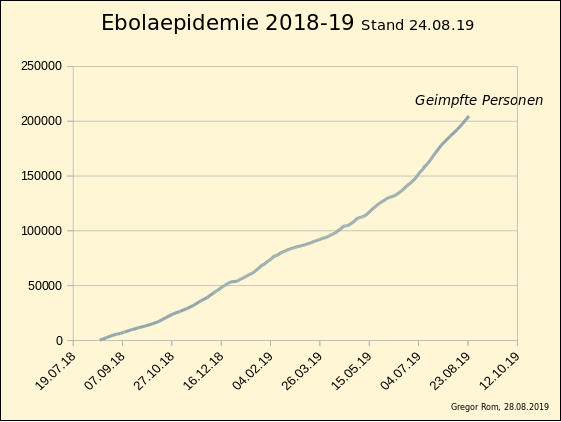
Anzahl der Impfungen mit dem Impfstoff rVSV-ZEBOV im Ostkongo ab 2018

Während der ab 2018 bis 2020 grassierenden Ebolafieber-Epidemie im Osten der Demokratischen Republik Kongo wurde am 8. August 2018 mit einer groß angelegten Impfkampagne begonnen. Seit Beginn dieser Kampagne wurden (Stand 18. Dezember 2018) 49.940 Menschen mit dem Ebola-Impfstoff versorgt, darunter alleine 19.120 in der Stadt Beni (Kongo). Verwendet wird nach Entscheidung einer Ethikkommission ausschließlich der Impfstoff rVSV-ZEBOV der Firma MSD.
Die in Studien ermittelte Effektivität schwankte für den zehnten Tag nach Impfung zwischen 97,5 und 100 %.

## Nebenwirkungen
Der Impfstoff wird allgemein als sicher betrachtet. Sehr häufig (1 bis 10 von 100 Behandelten) wurden 7 Tage nach Impfung Schmerzen, Schwellung und Rötung an der Injektionsstelle, Kopfschmerzen, Fieber, Muskelschmerzen, Müdigkeit und Gelenkschmerzen beobachtet. Nach etwa einer Woche klangen diese Symptome ab.